# Tell Silmo
Tell Silmo (tiếng Ả Rập: تل سلمو) là một ngôi làng Syria nằm ở Abu al-Duhur Nahiyah ở huyện Idlib, Idlib. Theo Cục Thống kê Trung ương Syria (CBS), Tell Silmo có dân số 1679 trong cuộc điều tra dân số năm 2004.